# کیچ

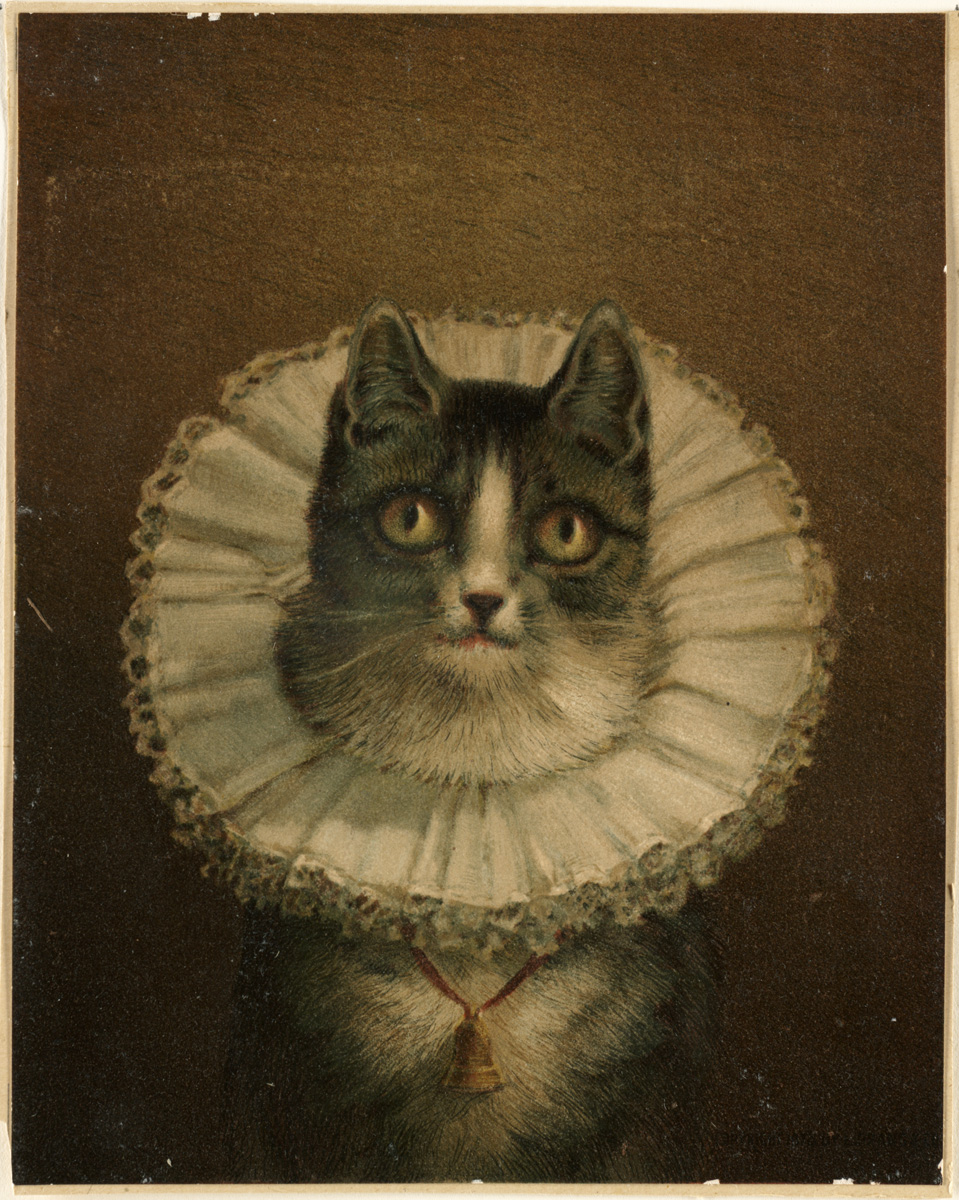
بیوه، مثالی کیچ از چاپ سنگی‌های محبوب اواخر قرن ۱۹ از یک نقاشی اثر فردریک دیلمن

کیچ (به آلمانی: Kitsch) واژه‌ای آلمانی به معنی پر زرق و برق، چشم پرکن، آبکی و پرطمطراق است. این واژه به آثار هنری گفته می‌شود که در مقیاس انبوه تولید می‌شوند و تقلید ناموفقی از استانداردهای زیباشناسی فرهنگ نخبه هستند.
این واژه در برگردان فرانسوی جستار مشهور هرمان بروخ به معنای «هنر پست» آورده شده است اما میلان کوندرا این معنی را سوء تعبیر می‌داند و معتقد است با این معنا، «کیچ» چیزی جز اثری ساده و ناشی از بد سلیقگی نیست.

## تبارشناسی
اولین بار این واژه در سال ۱۸۷۸ میلادی در مونیخ در وصف یک تابلوی نقاشی به کار رفت. بر اساس این تاریخچه بعضی معتقدند که خاستگاه واژه کیچ، آلمانی است و برای اثبات ادعایشان به کلمه kitschen که در جنوب غربی آلمان به معنی روفتن گل و لای است، استناد می‌کنند. در عین حال پاره‌ای بر این اعتقادند که کیچ، ریشه در کلمه انگلیسی Sketch دارد و آن طرح‌ها یا نقاشی‌های سردستی بود که جهانگردان آمریکایی و انگلیسی آن زمان به قیمتی ارزان به عنوان سوغاتی از بازارهای هنری مونیخ می‌خریدند. در اوایل سده بیستم میلادی این کلمه کاربرد بیشتری پیدا کرد و کیچ به مفهوم ارزشی منفی در متون نقد هنری به کار برده شد و پس از آن به نقد دیگر شاخه‌های هنر تعمیم یافت.

## معنی و کاربرد
واژه کیچ در قلمرو هنر به معنای آثار تکراری، تقلیدی و قابل دسترس است که با ویژگی‌هایی نظیر تکرار امر آشنا، تکثر، تقلید، بهره‌گیری از عواطف کاذب، به جای تعقل و دور بودن از ایده همراه است.
واژه‌نامه آمریکن هریتیج کیچ را حالت احساسی عوامانه و مبتذل و ذوق سطح پائین ولی پرمدعا توصیف کرده است.
میلان کوندرا در «هنر رمان» دربارهٔ این واژه نوشته است:
نگرش کیچ و رفتار کیچ وجود دارد. نیاز انسان کیچ‌منش (به آلمانی: Kitschmensch) به کیچ، عبارت است از نیاز به نگریستن خویشتن در آینهٔ دروغ زیباکننده، و بازشناختن خشنودانه و شادمانهٔ خویش در این آینه. در نظر بروخ، کیچ از دیدگاه تاریخی، به رمانتیسم احساساتی قرن نوزدهم مربوط می‌شود؛ زیرا در آلمان و اروپای مرکزی، قرن نوزدهم بسی رمانتیک‌تر از نقاط دیگر (و خیلی کمتر از رئالیست) بوده است؛ در این‌جاست که کیچ بی‌اندازه شکفته می‌شود، در این‌جاست که کلمهٔ کیچ پدید می‌آید و هنوز هم فراوان به کار برده می‌شود. ما در پراگ دشمن اصلی هنر را در کیچ دیده‌ایم. در فرانسه چنین نیست. در این‌جا در مقابل هنر حقیقی، تفریح و تفنن گذاشته می‌شود، و در مقابل هنر وزین و والا، هنر سبک‌مایه و رشدنایافته؛ و اما من هرگز از رمان‌های پلیسی آگاتا کریستی به خشم نیامده‌ام! در عوض، چایکوفسکی، راخمانینوف، هوروویتز وقتی که پیانو می‌زند، فیلم‌های بزرگ هالیوودی، کرامر بر ضد کرامر، دکتر ژیواگو (بیچاره پاسترناک!)، کسانی و چیزهایی هستند که من عمیقاً و صمیمانه از آن‌ها نفرت دارم؛ و بیش از پیش از روحیهٔ کیچ موجود در آثاری که از نظر شکل مدعی نوگرایی‌اند برآشفته می‌شوم. (اضافه کنم: نفرتی که نیچه نسبت به «کلمه‌های زیبا» و «رداهای نمایشی» ویکتور هوگو در خود احساس می‌کرد، نشانهٔ بیزاری از کیچ قبل از پیدایش کلمهٔ آن بود)

## کیچ در سیاست
میلان کوندرا «کیچ» را در سیاست نیز نشان می‌دهد و می‌نویسد که هیچ‌کس بهتر از سیاستمداران به این موضوع پی نبرده است. به مجرد آنکه سر و کلهٔ یک عکاس در نزدیکی آن‌ها پیدا شود، به شتاب به سوی اولین کودکی که دم دستشان است می‌روند، او را در آغوش می‌گیرند و می‌بوسند. برای تمام سیاستمداران، برای تمام احزاب و برای تمام دار و دسته‌های سیاسی «کیچ» کمال مطلوب ادراک زیبایی است.
وقتی در یک جامعه چندین گروه در کنار یکدیگر به فعالیت سیاسی مشغولند و متقابلاً نفوذ و تأثیر دیگری را بی‌اثر ساخته یا محدود می‌کنند کم و بیش می‌توان از حاکمیت «کیچ» در زمینهٔ تفتیش عقاید، رهایی یافت. اما در سرزمینی که فقط یک حزب سیاسی تمام قدرت را در قبضهٔ خود دارد، در واقع جامعه در قلمرو “کیچ» توتالیتر است.»
وی معتقد است که نهضت‌های سیاسی بر اساس رفتار و کردار عقلایی پی ریزی نمی‌شود، بلکه بر تصورات، کلمات و الگوها متکی است، که مجموعاً فلان یا بهمان «کیچ سیاسی» را به وجود می‌آورد. اندیشهٔ راه‌پیمایی بزرگ، آن گونه «کیچ سیاسی» است که افراد چپ را - متعلق به هر دوره و زمان و از هر فرقه‌ای که باشند- متحد می‌کند. راه‌پیمایی بزرگ، یک رهروی غرورآفرین به پیش است: رفتن به سوی دوستی، برادری، مساوات، عدالت و خوشبختی و به رغم موانع و مشکلات، باز هم دورتر رفتن، چراکه این موانع و مشکلات است که یک راه رفتن معمولی را به یک راه‌پیمایی بزرگ مبدل می‌کند.
دیکتاتوری طبقهٔ رنجبران یا دموکراسی؟ نفی جامعهٔ مصرفی یا توجیه افزایش تولید؟ گیوتین یا الغاء مجازات مرگ؟ این‌ها هیچ‌کدام تعیین‌کننده نیست. آنچه باعث می‌شود کسی چپ باشد، این نظریه یا آن نظریهٔ سیاسی نیست، بلکه قدرت و جذابیت «کیچ» است که هر نظریه‌ای را در خود جذب می‌کند و آن را، راهپیمایی بزرگ در مسیر تعالی و پیشرفت می‌نامد.»
و باز می‌نویسد:
ماهیت «کیچ» توسط یک خط مشی سیاسی مشخص نمی‌شود، بلکه نوعی تصورات، استعاره‌ها و یک فرهنگ خاص به آن هویت می‌بخشد؛ بنابراین ممکن است عرف و عادات را کنار گذاشت و برخلاف منافع یک کشور کمونیستی به راه‌پیمایی و تظاهرات پرداخت.»

## کیچ در ادبیات
ادبیات عامه‌پسند نمونه بارزی از نمود کیچ در ادبیات است. این نوع از ادبیات متهم به پرداختن به درون‌مایه‌هایی از قبیل عشق، مرگ، جنایت، جنگ و غیره با شیوه‌ای بیگانه با واقعیت و کلیشه‌وار است.

### کیچ در آثار میلان کوندرا
کیچ یکی از مفاهیم محوری در رمان «سبکی تحمل‌ناپذیر هستی» اثر میلان کوندرا است. وی در این اثر نمونه‌های «کیچ» را نشان می‌دهد. او راهپیمایی و جشن اول مه را که هر سال به مناسبت القای عقاید کمونیسم در کشورش چکسلواکی برگزار می‌شد، کیچ می‌داند. برای روشن‌تر شدن این مفهوم به یک نمونهٔ دیگر آن در این رمان اشاره می‌کنیم. وقتی سابینا – یکی از شخصیتهای اصلی رمان- به همراه سناتوری آمریکایی و چهار دختر و پسر خردسال او به گردش می‌روند، سناتور با دست کودکان را که در زمین چمن می‌دوند و بازی می‌کنند نشان می‌دهد و می‌گوید: آنان را نگاه کنید، معنی خوشبختی همین است.
سابینا با خود فکر می‌کند سناتور چطور می‌داند که آن‌ها خوشبختی را تداعی می‌کنند؟ اگر همان لحظه سه نفر از بچه‌ها یکی از آن‌ها را به باد کتک بگیرد باز همین معنی را تداعی می‌کند؟
کوندرا از این ماجرا چنین نتیجه می‌گیرد که وقتی قلب، لب به سخن باز می‌کند، شایسته نیست که خرد اعتراض کند. در قلمرو «کیچ» دیکتاتوری قلب حاکم است. البته باید اکثریت مرم در احساساتی که توسط «کیچ» برانگیخته می‌شود، سهیم باشند. «کیچ» آنچه را که غیرعادی و نامتعارف است، کنار می‌گذارد و خواستار تصوراتی است که عمیقاً در ذهن انسان نقش بسته است: دختر حق ناشناس، پدر رها شده، کودکانی که در چمن می‌دوند، خیانت به وطن، خاطرهٔ نخستین عشق.

«کیچ» ما را پیاپی به رقت وامی‌دارد و دوباره می‌گریاند. نخستین اشک می‌گوید: چقدر زیباست کودکانی که روی چمن می‌دوند! دومین اشک می‌گوید: چقدر زیباست، هیجان و رقتی که - از مشاهدهٔ کودکان – همگام با تمامی بشریت احساس می‌کنیم. تنها دومین اشک بازتاب «کیچ» حقیقی است. دوستی و برادری میان افراد بشر فقط بر اساس «کیچ» به وجود می‌آید.»
حال به این بیندیشیدیم که ما در زندگی تا چه حد گرفتار «کیچ» هستیم. ما در زندگی روزمره‌مان و در رابطه با اطرافیان مان همواره به دنبال استعاراتی زیبا هستیم که احساسات ما و دیگران را تحت تأثیر قرار بدهد یا بر روی دیگران اثری که می‌خواهیم بگذارد؛ استعاراتی که جز دروغ زیبا هیچ نیست.
میلان کوندرا جمله‌ای را که روی سنگ قبر توما یا فرانز – از شخصیت‌های اصلی داستان – نوشته شده، «کیچ» می‌داند:
او می‌خواست زمین عالم ملکوت باشد/پس از گمراهی بازگشت به سوی او و می‌گوید پیش از آنکه فراموش شویم، به صورت «کیچ» در می‌آییم. «کیچ» ایستگاه ارتباطی میان هستی و فراموشی است
کیچ با عجین شدن با لحظه‌های زندگی ما، روی حقایق زشت را می‌پوشاند. زشتی مرگ، زشتی حقارت و زشتی ضعف بشری را. «کیچ» پرده‌ای است تا ما بدان وسیله هرچیزی را که با مذاق عاطفی مان سازگار نیست بپوشانیم. تصور کنید زنی سال‌ها با شوهر خود ناسازگاری دارد اما از او جدا نمی‌شود در حالی که آرزوی آن را دارد. اما به ضعف زن بودن خود ایمان دارد و علیه آنچه حقش نیست نمی‌تواند بشورد. او برای پنهان کردن این ضعف از «کیچ» استفاده می‌کند، از این جمله: «من به خاطر بچه‌هایم حاضرم با این مرد زندگی کنم» این جملهٔ تأثیر برانگیز «کیچ» است چرا که قطعاً این زن در نهان خود آرزو می‌کند که بچه‌ای وجود نداشت تا او به خاطرش آن گونه که نمی‌خواهد زندگی نکند. از این نمونه‌ها در زندگی روزمره ما فراوان به چشم می‌خورد. فقط کافیست پرده را برداریم و کمی با خودمان روراست باشیم.